# عبدالغفار شجاع
عبدالغفار شجاع (زاده ۱۳۲۴ - بندر انزلی) نماینده دوره چهارم و پنجم مجلس شورای اسلامی ایران از حوزه انتخابیه بندر انزلی بوده است.

## زندگی‌نامه
عبدالغفار شجاع، فعال سیاسی و مطبوعاتی در دوم اسفند ماه سال ۱۳۲۴ در روستای کلویر انزلی دیده به جهان گشود. وی دوره دبستان تا مقطع دیپلم را در انزلی به پایان رسانید. سپس کارشناسی مهندسی کشاورزی را از دانشگاه منابع طبیعی گرگان اخذ نمود. از سال ۱۳۵۱ الی ۱۳۵۷ به عنوان ناظر طرح‌های جنگلداری اسالم گیلان مشغول به کار شد پس از آن تا سال ۱۳۶۰ همکاری با سپاه پاسداران جهت حفاظت از جنگل‌های گیلان را آغاز نمود. هم چنین از سال ۱۳۶۰ الی آبان ماه ۱۳۶۳ رئیس هیئت مدیره و مدیر عامل شرکت نکا چوب ساری و به ترتیب پس از آن رئیس هیئت مدیره و مدیر عامل شرکت جنگلی چوکا (شرکت شفارود)، نماینده ادوار چهارم و پنجم مجلس شورای اسلامی از شهرستان بندرانزلی که در دوره چهارم به عنوان نائب رئیس و در دوره پنجم رئیس کمیسیون کشاورزی انتخاب شدند. از دیگر عناوین ایشان می‌توان به عنوان مشاور برنامه‌ریزی وزیر جهاد کشاورزی در دوره اصلاحات و مدیر عامل و رئیس هیئت مدیره سازمان چای کشور و همچنین عضو هسته مرکزی و دبیر سازمان نظام مهندسی کشاورزی کشور اشاره نمود. ایشان در عرصه علمی و فرهنگی نیز به عنوان صاحب امتیاز و مدیر مسئول هفته نامه کشاورزی و صنایع غذایی کشور (دنیای سبز) اولین هفته نامه تخصصی صنایع غذایی و کشاورزی فعالیت داشتند. در عرصه سیاسی از نزدیکان جناب آقای هاشمی رفسنجانی و محمد خاتمی می‌باشند و عضویت در شورای مرکزی حزب اعتدال و توسعه کشور را در سابقه خود دارند.
مهندس شجاع پس از انتخابات سال ۱۳۹۲ و با انتخاب دکتر روحانی به عنوان رئیس جمهور منتخب به عنوان مشاور رئیس سازمان مدیریت و برنامه‌ریزی در شورای عالی کشاورزی کشور منصوب شدند همچنین ایشان عضو هیئت مدیره سازمان هدفمندی یارانه‌های کشور می‌باشند.
در راستای انسجام و جمع‌آوری نیروهای ستادهای دکتر روحانی در کشور با پیشنهاد مهندس شجاع و دستور دکتر نوبخت رئیس سازمان مدیریت و برنامه‌ریزی کشور تشکیلاتی با عنوان مجمع مشورتی توسعه استان‌ها شکل گرفت که متشکل از ستادهای دکتر روحانی در استان‌های کشور هستند. مهندس شجاع به عنوان یکی از اعضای هفت نفره شورای مرکزی این تشکل و نماینده تام‌الاختیار دکتر نوبخت جهت راه اندازی و مدیریت این شورا در کشور تعیین شدند.